# Andreia Pinto Correia
Nascuda el 1971 a Lisboa, Portugal, Andreia Pinto Correia és una compositora portuguesa de l'actualitat reconeguda a nivell internacional. Va començar els seus estudis musicals a la seva ciutat natal, en l'Acadèmia d'Amadors de Música i en l'Escola de Jazz Luíz Villas-Boas, tocant el Saxo. A causa d’una lesió, es va veure forçada a seguir el camí de la composició. Va obtenir el Màster i el Doctorat en Composició en el Conservatori de Música de Nova Anglaterra com alumna de Bob Brookmeyer i Michael Gandolfi, havent rebut tutoria addicional dels compositors John Harbison i el recent mort Steven Stucky.
Recentment, ha estat professora Associada Visitant de Composició en la Jacobs School of Music de la Universitat d'Indiana, i actualment és professora i co-comissària de la Gamper Music, New Music Sèries en el Bowdoin International Festival. Actualment resideix a Brooklyn, Nova York.
Andreia Pinto Correia cursa un doctorat en composició en el Conservatori de Nova Anglaterra, a Boston, amb Michael Gandolfi.

## Guardons
Entre els guardons que ha rebut figuren el ‘’Arts and Letters Award in Music’’ de la American Academy of Arts and Letters, una beca de la John Simon Guggenheim Memorial Foundation i el Premi DSCH per la seva "contribució a l'excel·lència de la música clàssica portuguesa", concedit pel Ministeri de Cultura de Portugal. Ha rebut encàrrecs de la Filharmònica de Nova York i la Filharmònica de Los Angeles (amb el mestre Gustavo Dudamel), la Presidència de la Unió Europea, el Tanglewood Music Center / Orquestra Simfònica de Boston, el Washington Performing Arts (Kennedy Center), l'Orquestra Simfònica de São Paulo (OSESP), la Fundació Calouste Gulbenkian, la Liga d'Orquestres Americanes i la Fundació Toulmin, la Fromm Music Foundation de la Universitat Harvard, l'Andrew W. Mellon Foundation, o’ American Composers Orchestra at Carnegie Hall, la Simfònica Nacional i Companyia Nacional de Dansa de Portugal, i Culturgest / Banco Nacional de Portugal, entre d'altres.
La Sra. Pinto Correia va rebre el títol honorífic de Fellow de la Universitat Nacional Australiana (ANU), Canberra, on va ser convidada del ARC Laureate Program for the Deep Human Past i la Indigenous Linguistics Alliance (tardor de 2018). Altres fites recents inclouen les estrenes mundials de Night Migrations, un trio de piano encarregat per Chamber Music America per al Horszowski Trio, i un quartet de corda per al JACK Quartet (String Quartet No.1, Unvanquished Space), encarregat per la Fundació Calouste Gulbenkian. El seu concert per a orquestra, Timaeus, encarregat pel Tanglewood Music Center de la Simfònica de Boston en memòria de Elliott Carter, es va estrenar en el concert inaugural del 75 aniversari del Festival.
La música de Andreia Pinto Correia, descrita pel Boston Globe com a "convincent i meditativa", es caracteritza per una gran atenció al detall harmònic i al color tímbric. Seguint una tradició familiar d'erudits i escriptors, la seva obra reflecteix sovint la influència de fonts literàries de la península Ibèrica i més enllà.

## Obra[calcitació]

### Orquestra
- OS PÁSSAROS DA NOITE (THE BIRDS OF NIGHT) (2021)
- CIPRÉS (2018)
- CÉRBERO (2016)
- TIMAEUS, CONCERTO FOR ORCHESTRA (2014-2015)
- ALFAMA (2012-2013)
- ELEGIA A AL-MU’TAMID (2011)
- XÁNTARA (2011)
- ACANTO (2008)

### Orquesta amb Solista
- REVERDECER, CONCERTO PARA VIOLONCELO E ORQUESTRA (2020, FULL ORCHESTRA VERSION 2023)
- ALFAMA – SOPRANO VOICE AND ORCHESTRA VERSION (2012-2013)

### Música de Cambra
- AERE SENZA STELLE (2022) - Quartet de Cordas
- TANTALUS (2021) - Violoncel i Piano
- LITANIA (2018) - Violí i Piano
- STRING QUARTET NO. 1, “UNVANQUISHED SPACE” (2017) - Quartet de cordas
- NIGHT MIGRATIONS (2017) - Trio de Piano
- DALLA LEGENDA AUREA (2015-2016) - Quartet de Oboè - Oboè, Violí, Viola i Violoncel
- SOBRE UM QUADRO DE JÚLIO POMAR (2013) - Flauta i Violoncel

### Instrument Sol
- CÂNTICO (2022) - Violí
- PLEISTOCENE LANDSCAPES (2018) - Flauta Alto
- STELLAE ERRANTES (WANDERING STARS) (2016) - Tuba
- À SOMBRA DESTAS ÁRVORES (2013) - Oboè
- LÁPIS (2013) - Trombó Baix
- CARTAS DO ORIENTE (2013) - Flauta
- …ÁGUA E SOMBRA (2011) - Marimba
- …E MURMUREM VOSSAS BOCAS (2011) - Oboè
- CANTOS E DANÇAS (2011) - Clarinet en Si bemoll
- CADERNOS (2009) - Vibràfon
- SILÊNCIOS, ATMOSFERAS E UTOPIAS (2008) - Piano

### Vocal
- FROM ANTINOUS (2014) - Tenor i Piano
- THE LOST KEY (2014) - Baríton i Piano
- OLHOS, ESPELHO E LUZ (2013) - Tenor i Ensemble de Vent
- ALFAMA – SOPRANO VOICE AND ORCHESTRA VERSION (2012-2013)
- DELILAH’S LAST LOVE (2012) - Soprano i Percussió
- SUITE FROM TERRITORIES (2012) - Soprano i Quartet de cordas